# Slepčany
Slepčany este o comună slovacă, aflată în districtul Zlaté Moravce din regiunea Nitra. Localitatea se află la altitudinea de 163 m deasupra n.m., se întinde pe o suprafață de 8,77 km2 și în 2017 număra 808 locuitori.

## Istoric
Localitatea Slepčany este atestată documentar din 1165.

## Demografie
| An:                | 1994 | 2004   | 2014   | 2024   |
| ------------------ | ---- | ------ | ------ | ------ |
| Număr de persoane: | 881  | 847    | 822    | 839    |
| Diferență:         |      | −3,85% | −2,95% | +2,06% |

| An:                | 2023 | 2024   |
| ------------------ | ---- | ------ |
| Număr de persoane: | 796  | 839    |
| Diferență:         |      | +5,40% |